# Гінтертіфенбах
Гінтертіфенбах (нім. Hintertiefenbach) — громада в Німеччині, розташована в землі Рейнланд-Пфальц. Входить до складу району Біркенфельд. Складова частина об'єднання громад Геррштайн.
Площа — 4,68 км2. Населення становить 317 ос. (станом на 31 грудня 2020).